# Досін (Україна)
Досін — село в Україні, у Ганнопільській сільській громаді Шепетівського району Хмельницької області.
Населення становить 248 осіб.

## Історія
Перша письмова згадка про Досін міститься в «Словнику географічному Королівства Польського» (Варшава, 1881 рік). Згідно з цим джерелом, князь Антоні Яблоновський заснував село 1822 року. Свою назву населений пункт отримав від імені дочки князя Дороти — Тодосівка. Достеменно невідомо, але в цьому ж столітті село було, очевидно, перейменовано в Федосію (можливо, перейменування пов'язане з польськими повстаннями 30-х і 60-х років 19 століття), а потім — просто Досін.
В кінці 19 і початку 20 століття до Ленкевичів. В 1887 році в селі 39 домів і 241 жителів.
У 1906 році село Аннопільської волості Острозького повіту Волинської губернії. Відстань від повітового міста 32 верст, від волості 5. Дворів 45, мешканців 297.
У 1917 році тут було розгромлено поміщицький маєток, яким керував Безук.
7 (20) листопада 1917 року, відповідно до Третього Універсалу Української Центральної Ради, увійшло до складу Української Народної Республіки.
У 1930 році, під час примусової колективізації тут було створено колгосп.
Під час Голодомору 1932-33 років померло 26 людей.
В роки Другої Світової війни загинули 40 жителів Досіна, з них двоє розстріляні в шепетівському гестапо, четверо загинули на роботах у Німеччині. Всього було вивезено на роботи до рейху 35 чоловік.
Наприкінці 1940-х років колгосп перейменовано в колгосп ім. Жданова (села Досін і Соснівка). На початку 60-х років, у зв'язку з угрупованням, село було приєднано до колгоспу ім. Леніна село Ганнопіль, а Досінська сільська рада увійшла до складу Ганнопільської сільської ради.
12 червня 2020 року, відповідно до розпорядження Кабінету Міністрів України № 727-р «Про визначення адміністративних центрів та затвердження територій територіальних громад Хмельницької області», увійшло до складу Ганнопільської сільської територіальної громади
19 липня 2020 року, в результаті адміністративно-територіальної реформи та ліквідації Славутського району, село увійшло до складу новоутвореного Шепетівського району.

## Сьогодення
У 2000 році у селі було закрито дев'ятирічну школу, а в 2005 році — і початкову.
На сьогодні в селі функціонує сільський клуб, фельдшерсько-акушерський пункт, один магазин.

## Населення
Згідно з переписом УРСР 1989 року чисельність наявного населення села становила 373 особи, з яких 160 чоловіків та 213 жінок.
За переписом населення України 2001 року в селі мешкало 247 осіб.

### Мова
Розподіл населення за рідною мовою за даними перепису 2001 року:
| Мова       | Відсоток |
| ---------- | -------- |
| українська | 99,19 %  |
| російська  | 0,81 %   |

## Символіка
Затверджена 24 грудня 2019 р. рішенням № 10-47/2019 XLVII сесії сільської ради VII скликання. Автори — В. М. Напиткін, К. М. Богатов, М. І. Медведюк.

### Герб
У червоному щиті з золотою базою у вигляді полум'я срібна підкова ріжками догори, супроводжувана по сторонам чотирма (два і два), всередині одним срібними цвяхами. Щит вписаний у декоративний картуш і увінчаний золотою сільською короною. Унизу картуша напис «ДОСІН».
Цвяхи, підкова і вогонь — символ давньої кузні, яка діяла у селі.

### Прапор
Квадратне полотнище розділене горизонтально полум'яподібно на червону і жовту частини у співвідношенні 5:1. У верхній частині біла підкова ріжками догори, супроводжувана по сторонам чотирма (два і два), всередині одним білими цвяхами.